# فيل إرفينغ
فيليب إدوارد ايرفينغ (1903–1992)، مهندس ومؤلف أسترالي، اشتهر بمحركات الدراجات النارية ريبكو برابهام للفورمولا 1 وفنسنت. كما عمل أيضًا في شركة فيلوسيت [الإنجليزية] للدراجات النارية، وصمم محرك سيارة السباق EMC 125cc موديل 1960.